# Aeroporto di Montego Bay
L'Aeroporto di Montego noto commercialmente come Aeroporto Internazionale Sangster è un aeroporto situato a Montego Bay, in Giamaica. In passato ha ospitato anche voli diretti provenienti dall'Italia, i quali ricominceranno a ottobre 2022 con la compagnia Neos Air.
Viene nominato nella serie televisiva Manifest (serie televisiva)